# Рене Ремон
Рене Ремон (фр. René Rémond; 30 вересня 1918 — 14 квітня 2007) — французький історик, політолог і політичний економіст.
Ремон, народжений у Лон-ле-Соньє, був генеральним секретарем Jeunesses étudiantes Catholiques (JEC France у 1943 році) та членом Міжнародного центру документації та інформації YCS у Парижі (нині Міжнародний секретаріат міжнародної молоді католицьких студентів). Автор книг з французької політичної, інтелектуальної та релігійної історії, він був обраний до Французької академії в 1998 році. Він також був членом-засновником Папської академії суспільних наук.
Ремон є ініціатором відомого поділу французьких правих партій і рухів на три різні течії, кожна з яких з'явилася на певному етапі французької історії: легітізм (контрреволюціонери), орлеанізм і бонапартизм. Буланізм, наприклад, був, на його думку, різновидом бонапартизму, як і голлізм. Він вважає їх авторитарними, що потребують лідера з харизмою і представляють свої рухи більш «популістськими», ніж інші. Легітимізм відноситься до роялістів, які відмовилися прийняти Французьку Республіку в 19 столітті. (Роялістський рух Аксьо́н Франсе́з належить до легітімістів, які, будучи маргіналізованими протягом 20-го століття, зуміли повернути певний вплив під час режиму Віші.) Подібним чином він відносить до цієї групи Національний фронт (партію Ле Пен). Орлеаністів він визначає як економічних лібералів, що характеризує сучасні консервативні партії. Ця група представляє себе радше буржуазною, ніж популістською.
Ремон помер у квітні 2007 року в Парижі у віці 88 років.